# Sem perda de generalidade
Sem perda de generalidade (também abreviado para SPDG; menos comumente escrito como sem qualquer perda de generalidade) é uma expressão frequentemente usada em matemática. O termo é usado para indicar que a suposição que se segue é escolhida arbitrariamente, restringindo a premissa a um caso particular, mas não afeta a validade da prova em geral. Os outros casos também são comprovados por alguma simetria — ou outra equivalência ou semelhança. Como resultado, uma vez que uma prova é fornecida para o caso particular, é trivial adaptá-la para provar a conclusão em todos os outros casos.
Em muitos cenários, o uso de "sem perda de generalidade" é possibilitado pela presença de simetria. Por exemplo, se alguma propriedade {\displaystyle P(x,y)} de números reais é conhecida por ser simétrica em {\displaystyle x} e {\displaystyle y}, ou seja, que {\displaystyle P(x,y)} é equivalente a {\displaystyle P(y,x)}, então, ao provar que {\displaystyle P(x,y)} vale para cada {\displaystyle x} e {\displaystyle y}, pode-se supor, "sem perda de generalidade", que {\displaystyle x\leq y}. Não há perda de generalidade nesta suposição, uma vez que o caso {\displaystyle x\leq y\Rightarrow P(x,y)} foi provado, o outro caso segue por {\displaystyle y\leq x\Rightarrow P(y,x)\Rightarrow P(x,y)}, mostrando assim que {\displaystyle P(x,y)} é válido para todos os casos.
Por outro lado, se tal simetria (ou outra forma de equivalência) não puder ser estabelecida, o uso de "sem perda de generalidade" é incorreto e pode equivaler a um prova por exemplo  — uma falácia lógica de provar uma afirmação provando um exemplo não representativo.

## Exemplo
Considere o seguinte teorema (que é um caso do princípio da casa dos pombos):
Se três objetos forem pintados de vermelho ou azul, deve haver pelo menos dois objetos da mesma cor.
Uma prova:

Suponha, sem perda de generalidade, que o primeiro objeto é vermelho. Se qualquer um dos outros dois objetos for vermelho, estamos acabados; se não, os outros dois objetos devem ser azuis e ainda assim terminamos.
Aqui, observe que o argumento acima funciona porque o mesmo raciocínio exato poderia ser aplicado se a suposição alternativa, a saber, que o primeiro objeto é azul, fosse feita. Como resultado, o uso de "sem perda de generalidade" é válido neste caso.

## References
1. ↑  «Pequeno Dicionário de Matemática Superior - hypercubic». www.blogs.unicamp.br. Consultado em 22 de setembro de 2020
2. ↑  Chartrand, Gary; Polimeni, Albert D.; Zhang, Ping (2008), Mathematical Proofs / A Transition to Advanced Mathematics, ISBN 0-321-39053-9 2nd ed. , Pearson/Addison Wesley, pp. 80–81
3. 1 2  «The Definitive Glossary of Higher Mathematical Jargon — Without Loss of Generality». Math Vault (em inglês). 1 de agosto de 2019. Consultado em 21 de outubro de 2019
4. ↑  a partir da implicação comprovada trocando x e y e por simetria de P
5. ↑  «An Acyclic Inequality in Three Variables». www.cut-the-knot.org. Consultado em 21 de outubro de 2019